# جون بيكر (كاتب)
جون بيكر (بالإنجليزية: John Baker)‏ هو كاتب بريطاني، ولد في 1942.

## وصلات خارجية
- الموقع الرسمي